# Lijst van afleveringen van Laat maar zitten
Dit is een Lijst van afleveringen van de komedieserie Laat maar zitten. De afleveringen staan in volgorde van eerste uitzenddatum.

## Seizoenen
| Seizoen | Afleveringen | Looptijd                           | Release dvd |
| ------- | ------------ | ---------------------------------- | ----------- |
| 1       | 9            | 9 oktober – 4 december 1988        | 2011        |
| 2       | 18           | 22 oktober 1989 – 25 februari 1990 | 2011        |
| 3       | 10           | 16 oktober – 18 december 1990      | 2012        |
| 4       | 14           | 19 maart – 25 juni 1991            | 2012        |
| 5       | 13           | 3 september – 26 november 1991     | n.n.b.      |

## Seizoen 1
| Nr. | titel                             | regisseur | schrijver                      | uitzenddatum     | bijzonderheden                              |
| --- | --------------------------------- | --- | ------------------------------ | ---------------- | ------------------------------------------- |
| 1   | Hand in hand                      | John van de Rest | Dick Clement en Ian La Frenais | 9 oktober 1988   | pilotaflevering                             |
| 1   | Hand in hand                      | Faber wordt door Ten Bruggencate en Miechels van het vasteland naar het gevangeniseiland gebracht. Door onvoorziene omstandigheden brengt Faber de nacht in een verlaten huis door, met Ten Bruggencate. |                                |                  |                                             |
| 2   | Ieder voor zich                   | John van de Rest | Dick Clement en Ian La Frenais | 16 oktober 1988  |                                             |
| 2   | Ieder voor zich                   | Faber ontmoet zijn medegevangen Tol en Rosenboom, over wie hij zich ontfermt. |                                |                  |                                             |
| 3   | Quitte of dubbel                  | John van de Rest | Dick Clement en Ian La Frenais | 23 oktober 1988  |                                             |
| 3   | Quitte of dubbel                  | Faber organiseert een gokcircuit in de gevangenis, tot ergernis van Snoek, die niet mee mag doen. |                                |                  |                                             |
| 4   | Hard tegen hard                   | John van de Rest | Dick Clement en Ian La Frenais | 30 oktober 1988  |                                             |
| 4   | Hard tegen hard                   | Faber krijgt het aan de stok met medegevangene Sunny, die hij uiteindelijk aan professionele hulp helpt.                                                                                                 |                                |                  |                                             |
| 5   | Een avondje thuis                 | John van de Rest | Dick Clement en Ian La Frenais | 6 november 1988  | enkel een dialoog tussen Faber en Rosenboom |
| 5   | Een avondje thuis                 | Rosenboom trekt in bij Faber en samen praten ze de hele nacht. |                                |                  |                                             |
| 6   | Een dagje uit                     | John van de Rest | Dick Clement en Ian La Frenais | 13 november 1988 |                                             |
| 6   | Een dagje uit                     | Een groep gevangenen mag buiten de poorten greppels graven. Als Miechels de groep overdraagt aan Ten Bruggencate, maken de gevangenen hier uitgebreid misbruik van.                                      |                                |                  |                                             |
| 7   | Mannen zonder vrouwen             | John van de Rest | Dick Clement en Ian La Frenais | 20 november 1988 |                                             |
| 7   | Mannen zonder vrouwen             | Faber schrijft voor al zijn medegevangenen brieven aan hun geliefden. Op bezoekdag vertelt zijn dochter hem echter dat zijn eigen vrouw vreemdgaat.                                                      |                                |                  |                                             |
| 8   | Blikken en blozen                 | John van de Rest | Dick Clement en Ian La Frenais | 27 november 1988 |                                             |
| 8   | Blikken en blozen                 | Uit de cel van Faber is een blik ananas verdwenen. Rosenboom probeert hem te helpen. Het blik blijkt niet gestolen te zijn, maar in beslag genomen.                                                      |                                |                  |                                             |
| 9   | Laat maar zitten extra!: bloopers | John van de Rest |                                | 4 december 1988  | compilatieaflevering met bloopers           |
| 9   | Laat maar zitten extra!: bloopers | Een samenvatting van leukste fragmenten en bloopers. |                                |                  |                                             |

## Seizoen 2
| Nr. | titel                             | regisseur | schrijver                      | uitzenddatum     | bijzonderheden                        |
| --- | --------------------------------- | --- | ------------------------------ | ---------------- | ------------------------------------- |
| 10  | Voer voor kriminologen            | John van de Rest | Dick Clement en Ian La Frenais | 22 oktober 1989  |                                       |
| 10  | Voer voor kriminologen            | Michels maakt promotie, maar zijn vervanger Spoelstra blijkt nog strenger te zijn dan Michels.                                                          |                                |                  |                                       |
| 11  | De klop op de deur                | John van de Rest | Dick Clement en Ian La Frenais | 29 oktober 1989  |                                       |
| 11  | De klop op de deur                | Faber probeert rustig te lezen, maar wordt constant lastiggevallen door medegevangenen en bewaarders.                                                   |                                |                  |                                       |
| 12  | Lokaas voor Snoek                 | John van de Rest | Dick Clement en Ian La Frenais | 5 november 1989  |                                       |
| 12  | Lokaas voor Snoek                 | Faber ligt met Snoek en de oude Taco in de ziekenzaal. Faber helpt Taco, als blijkt dat Snoek al zijn bezittingen heeft afgenomen.                      |                                |                  |                                       |
| 13  | Kamer zonder uitzicht             | John van de Rest | Dick Clement en Ian La Frenais | 12 november 1989 |                                       |
| 13  | Kamer zonder uitzicht             | Rosenboom slaat een medegevangene als blijkt dat zijn vriendin achter zijn rug om met een andere man getrouwd is.                                       |                                |                  |                                       |
| 14  | Vallen en Neergaan                | John van de Rest | Dick Clement en Ian La Frenais | 26 november 1989 |                                       |
| 14  | Vallen en Neergaan                | Rosenboom heeft zich gestort op het boksen, maar hij wordt gesommeerd door Jack de Noorman om tijdens de finalepartij neer te gaan.                     |                                |                  |                                       |
| 15  | Omzien in wraak                   | John van de Rest | Dick Clement en Ian La Frenais | 3 december 1989  | gast-hoofdrol voor Bram van der Vlugt |
| 15  | Omzien in wraak                   | Rechter van Raamsdonk moet naar de gevangenis en komt in de cel bij Faber, die hij zelf veroordeeld heeft.                                              |                                |                  |                                       |
| 16  | Pillen en Knoeiers                | John van de Rest | Dick Clement en Ian La Frenais | 10 december 1989 |                                       |
| 16  | Pillen en Knoeiers                | Snoek steelt bij de gevangenisarts een potje pillen en jaagt hiermee Jack de Noorman tegen zich in het harnas.                                          |                                |                  |                                       |
| 17  | Hangen en wurgen                  | John van de Rest | Dick Clement en Ian La Frenais | 17 december 1989 |                                       |
| 17  | Hangen en wurgen                  | Snoek wordt verdacht van het stelen van het horloge van Van Raamsdonk. Faber organiseert in zijn cel een rechtszaak tegen Snoek.                        |                                |                  |                                       |
| 18  | Tunnel naar het licht             | John van de Rest | Dick Clement en Ian La Frenais | 24 december 1989 | kerstspecial van 45 minuten           |
| 18  | Tunnel naar het licht             | Terwijl de voorbereidingen voor het kerstfeest in volle gang zijn, probeert een van de gevangenen via een tunnel te ontsnappen.                         |                                |                  |                                       |
| 19  | Klap op de vuurpijl               | John van de Rest | Dick Clement en Ian La Frenais | 31 december 1989 | oudejaarsspecial van 45 minuten       |
| 19  | Klap op de vuurpijl               | Uckels gijzelt op oudejaarsnacht Faber, Rosenboom, Ten Bruggencate en juffrouw Hoenkamp.                                                                |                                |                  |                                       |
| 20  | Terug naar af                     | John van de Rest | Dick Clement en Ian La Frenais | 7 januari 1990   |                                       |
| 20  | Terug naar af                     | De oude Taco mag gratie aanvragen, maar hij weigert dit tot zijn zaak herzien wordt. Faber organiseert een actie om dit voor elkaar te krijgen.         |                                |                  |                                       |
| 21  | Eigen schuld en boete             | Walter van der Kamp | Dick Clement en Ian La Frenais | 14 januari 1990  | gast-hoofdrol voor Michiel Kerbosch   |
| 21  | Eigen schuld en boete             | Uckels wil wraak nemen op een oude kameraad. Faber ligt ondertussen in de ziekenzaal.                                                                   |                                |                  |                                       |
| 22  | Kennis of kracht                  | John van de Rest | Dick Clement en Ian La Frenais | 21 januari 1990  |                                       |
| 22  | Kennis of kracht                  | Rosenboom leert voor zijn examens. Faber wil hem helpen en steelt de examenformulieren.                                                                 |                                |                  |                                       |
| 23  | Miechels versus Miechels          | John van de Rest | Dick Clement en Ian La Frenais | 28 januari 1990  |                                       |
| 23  | Miechels versus Miechels          | De zoon van Miechels komt in de gevangenis voor dienstweigering. Faber probeert hem onder zijn hoede te nemen, maar het komt toch tot een confrontatie. |                                |                  |                                       |
| 24  | Zo Faber, zo dochter              | John van de Rest | Ger Apeldoorn en Harm Edens    | 4 februari 1990  |                                       |
| 24  | Zo Faber, zo dochter              | Faber wil zijn dochter een echt cadeau geven voor haar verjaardag. Ten Bruggencate biedt hem zijn parkiet aan, maar deze vliegt weg.                    |                                |                  |                                       |
| 25  | B-vleugel blues                   | John van de Rest | Ger Apeldoorn en Harm Edens    | 11 februari 1990 |                                       |
| 25  | B-vleugel blues                   | Alle gevangen worden van bed gelicht voor een celinspectie, nadat er drugs zijn gevonden bij een gevangene.                                             |                                |                  |                                       |
| 26  | Eind van de zit                   | John van de Rest | Dick Clement en Ian La Frenais | 18 februari 1990 |                                       |
| 26  | Eind van de zit                   | Roseboom kan vervroegd vrij komen, maar dreigt zijn aftrek voor goed gedrag te verliezen, nadat hij ruzie krijgt met een medegevangene.                 |                                |                  |                                       |
| 27  | Laat maar zitten extra!: bloopers | John van de Rest |                                | 25 februari 1990 | compilatieaflevering met bloopers     |
| 27  | Laat maar zitten extra!: bloopers | Een samenvatting van leukste fragmenten en bloopers. |                                |                  |                                       |

## Seizoen 3
| Nr. | titel                  | regisseur | schrijver                   | uitzenddatum     | bijzonderheden                               |
| --- | ---------------------- | --- | --------------------------- | ---------------- | -------------------------------------------- |
| 28  | Man of Superman        | John van de Rest | Ger Apeldoorn en Harm Edens | 16 oktober 1990  |                                              |
| 28  | Man of Superman        | Snoek heeft een fles whisky gestolen, die voor Jack de Noorman bestemd was. De vrouw van Tol is haar baan kwijt, maar Faber weet een oplossing.                                                                    |                             |                  |                                              |
| 29  | Dieren zonder manieren | John van de Rest | Ger Apeldoorn en Harm Edens | 23 oktober 1990  |                                              |
| 29  | Dieren zonder manieren | Tol heeft een puppy gevonden en wil hem in zijn gedeelde cel met Faber houden. |                             |                  |                                              |
| 30  | Soort zoekt soort      | John van de Rest | Ger Apeldoorn en Harm Edens | 30 oktober 1990  |                                              |
| 30  | Soort zoekt soort      | Uckels krigjt een nieuwe celgenoot waar hij het goed mee kan vinden, maar al snel maken medegevangenen opmerkingen over hun relatie.                                                                               |                             |                  |                                              |
| 31  | Vraag en antwoord      | John van de Rest | Ger Apeldoorn en Harm Edens | 6 november 1990  | gast-hoofdrol voor Anja Winter               |
| 31  | Vraag en antwoord      | Faber wordt geïnterviewd voor een blad. |                             |                  |                                              |
| 32  | Pech van de sterkste   | John van de Rest | Ger Apeldoorn en Harm Edens | 13 november 1990 |                                              |
| 32  | Pech van de sterkste   | De directrice heeft haar paspoort en vliegticket in een kluis liggen, die niet meer open gaat. Ze vraagt Faber om hullp.                                                                                           |                             |                  |                                              |
| 33  | Vergeten te vergeven   | John van de Rest | Ger Apeldoorn en Harm Edens | 20 november 1990 | gast-hoofdrol voor Liz Snoyink               |
| 33  | Vergeten te vergeven   | Barry, een oude vriend van Faber, is overleden, maar Faber wil niet naar zijn begrafenis. Uiteindelijk laat hij zich overhalen door diens dochter. Op de begrafenis zijn er verschillende verrassingen voor Faber. |                             |                  |                                              |
| 34  | Vader van de rekening  | John van de Rest | Ger Apeldoorn en Harm Edens | 27 november 1990 |                                              |
| 34  | Vader van de rekening  | Miechels organiseert diverse recordpogingen in de gevangenis. Joeks mist de kracht om zijn record te halen, als blijkt dat hij zijn kind niet mag zien.                                                            |                             |                  |                                              |
| 35  | De zak van Cynthia     | John van de Rest | Ger Apeldoorn en Harm Edens | 4 december 1990  |                                              |
| 35  | De zak van Cynthia     | Ten Bruggencate probeert het Sinterklaasfeest te organiseren, maar kan geen Sint vinden. Uckels smokkelt ondertussen stiekem zijn vriendin naar binnen.                                                            |                             |                  |                                              |
| 36  | Jeugd en ondeugd       | John van de Rest | Ger Apeldoorn en Harm Edens | 11 december 1990 | gast-hoofdrol voor Danny de Munk             |
| 36  | Jeugd en ondeugd       | Jack de Noorman ontfermt zich over de jonge, onbetrouwbare Oscar. |                             |                  |                                              |
| 37  | Faber en de Wiebergast | John van de Rest | Ger Apeldoorn en Harm Edens | 18 december 1990 | eenmalige terugkeer van Haye van der Heijden |
| 37  | Faber en de Wiebergast | Rosenboom moet weer de gevangenis in, maar zegt onschuldig te zijn. Faber verzamelt het bewijsmateriaal om te bewijzen dat Rosenboom onschuldig is.                                                                |                             |                  |                                              |

## Seizoen 4
| Nr. | titel                    | regisseur | schrijver                   | uitzenddatum  | bijzonderheden                                             |
| --- | ------------------------ | --- | --------------------------- | ------------- | ---------------------------------------------------------- |
| 38  | Snel van de weg weg      | John van de Rest | Ger Apeldoorn en Harm Edens | 19 maart 1991 |                                                            |
| 38  | Snel van de weg weg      | Alex weet tijdens een uitstapje te ontsnappen. Ook Faber en Uckels weten in de consternatie, geboeid aan elkaar, weg te komen.                                                                               |                             |               |                                                            |
| 39  | Laster en listen         | John van de Rest | Ger Apeldoorn en Harm Edens | 26 maart 1991 | gast-hoofdrol voor Will van Selst                          |
| 39  | Laster en listen         | Een nieuwe gevangene richt een gokcircuit op, maar Faber vertrouwt hem niet. |                             |               |                                                            |
| 40  | Kind noch kraai          | John van de Rest | Ger Apeldoorn en Harm Edens | 2 april 1991  | laatste aflevering met John Kraaijkamp sr. en Nelly Frijda |
| 40  | Kind noch kraai          | Faber komt vrij, maar krijgt te horen dat zijn vrouw ervandoor is met een andere man. Als Uckels ruzie krijgt met een medegevangene neemt Faber de schuld op zich, om zo te voorkomen dat hij naar huis mag. |                             |               |                                                            |
| 41  | Kroon op het werk        | Frans Boelen | Ger Apeldoorn en Harm Edens | 9 april 1991  | gast-hoofdrol voor Jerome Reehuis                          |
| 41  | Kroon op het werk        | De burgemeester staat voor de gevangenispoort met koningin Beatrix en prins Claus. Miechels probeert een feest voor hen te organiseren.                                                                      |                             |               |                                                            |
| 42  | De afvaller wint         | Frans Boelen | Ger Apeldoorn en Harm Edens | 23 april 1991 |                                                            |
| 42  | De afvaller wint         | Snoek probeert te ontsnappen via een raam, maar moet hiervoor afvallen. Ondertussen wordt er een biljarttoernooi gehouden.                                                                                   |                             |               |                                                            |
| 43  | Wissel van de wacht      | Frans Boelen | Ger Apeldoorn en Harm Edens | 30 april 1991 | eerste aflevering met directrice Schollevaar               |
| 43  | Wissel van de wacht      | Er komt een nieuwe directrice, die meteen in aanvaring komt met Miechels. |                             |               |                                                            |
| 44  | Terreur in de maneschijn | Frans Boelen | Ger Apeldoorn en Harm Edens | 7 mei 1991    | gast-hoofdrol voor Bruce Gray                              |
| 44  | Terreur in de maneschijn | Er komt een Ierse terrorist in de gevangenis, waarop de veiligheidsmaatregelen worden aangescherpt. |                             |               |                                                            |
| 45  | Klik in de kabel         | Frans Boelen | Ger Apeldoorn en Harm Edens | 14 mei 1991   | gast-hoofdrol voor Lou Landré                              |
| 45  | Klik in de kabel         | Directrice Schollevaar probeert, samen met de bewaarders, erachter te komen waar een nieuwe gevangene zijn buit verstopt heeft, om zo het vindersloon te kunnen opstrijken.                                  |                             |               |                                                            |
| 46  | Recht in eigen land      | Frans Boelen | Ger Apeldoorn en Harm Edens | 21 mei 1991   |                                                            |
| 46  | Recht in eigen land      | Krukas steelt een brief van Uckels, die hierna op wraak zint. |                             |               |                                                            |
| 47  | Buigen en barsten        | Frans Boelen | Ger Apeldoorn en Harm Edens | 28 mei 1991   |                                                            |
| 47  | Buigen en barsten        | Veel gevangenen melden zich op de ziekenboeg met last van hun rug, omdat ze geen graafwerkzaamheden willen doen. Directrice Schollevaar gaat een aerobic-cursus geven.                                       |                             |               |                                                            |
| 48  | Onmens en gevoelens      | Frans Boelen | Ger Apeldoorn en Harm Edens | 4 juni 1991   |                                                            |
| 48  | Onmens en gevoelens      | De kok Johan wil zelfmoord plegen, maar Ten Bruggencate weet dit te voorkomen. Als hij dan door toedoen van Ten Bruggencate op de ziekenzaal belandt, willen hij en zijn dochter Ten Bruggencate aanklagen.  |                             |               |                                                            |
| 49  | Kunst met peren          | Frans Boelen | Ger Apeldoorn en Harm Edens | 11 juni 1991  | gast-hoofdrol voor Ramses Shaffy                           |
| 49  | Kunst met peren          | Er is een kunstveiling in de gevangenis. Rochel probeert hier een door hem gestolen Van Gogh officieel in zijn bezit te krijgen.                                                                             |                             |               |                                                            |
| 50  | Braden in het zweet      | Frans Boelen | Ger Apeldoorn en Harm Edens | 18 juni 1991  |                                                            |
| 50  | Braden in het zweet      | Er is een hittegolf gaande, als de pingpongballetjes van Miechels worden gestolen. De gevangenen moeten buiten in de zon staan, tot ze weer boven water zijn.                                                |                             |               |                                                            |
| 51  | Moeizaam naar de top     | Frans Boelen | Ger Apeldoorn en Harm Edens | 25 juni 1991  |                                                            |
| 51  | Moeizaam naar de top     | Directrice Schollevaar blijkt een moeilijke tijd te hebben in de gevangenis, maar de bewaarders organiseren toch nog een welkomstfeest voor haar.                                                            |                             |               |                                                            |

## Seizoen 5
| Nr. | titel                  | regisseur | schrijver                         | uitzenddatum      | bijzonderheden                            |
| --- | ---------------------- | --- | --------------------------------- | ----------------- | ----------------------------------------- |
| 52  | Tussen kus en kitsch   | John van de Rest | Ger Apeldoorn en Harm Edens       | 3 september 1991  |                                           |
| 52  | Tussen kus en kitsch   | Directrice Schollevaar neemt Rochel mee, om antiek te beoordelen. Ze raken samen opgesloten. De bewaarders gaan haar zoeken.                                          |                                   |                   |                                           |
| 53  | Hongerloon naar werken | John van de Rest | Jan Riem                          | 10 september 1991 |                                           |
| 53  | Hongerloon naar werken | Schollevaar heeft een nieuw beoordelingssysteem bedacht, dat tot rivaliteit leidt tussen de bewaarders.                                                               |                                   |                   |                                           |
| 54  | Bloot en spelen        | John van de Rest | Toine van Benthem en Harmen Loman | 17 september 1991 |                                           |
| 54  | Bloot en spelen        | Schollevaar heeft een gezelschapskamer ingericht, waar gevangen en hun vrouwen tijdelijk herenigd kunnen worden. Uckels vreest dat zijn vriendin hem ontrouw is.      |                                   |                   |                                           |
| 55  | Stoppen of doorslaan   | John van de Rest | Rob Kamphues en Hans Riemens      | 24 september 1991 |                                           |
| 55  | Stoppen of doorslaan   | Er wordt een toneelstuk opgevoerd voor de kinderen uit het dorp, terwijl in de b-vleugel een Amerikaanse crimineel zijn intrek neemt.                                 |                                   |                   |                                           |
| 56  | Inpakken en doorpezen  | Frans Boelen | Paul Groot en Dag Neijzen         | 1 oktober 1991    |                                           |
| 56  | Inpakken en doorpezen  | Schollevaar wil dat iedereen verplicht op pingpongcursus gaat. |                                   |                   |                                           |
| 57  | Wijn en dijn           | Frans Boelen | Toine van Benthem en Harmen Loman | 8 oktober 1991    |                                           |
| 57  | Wijn en dijn           | Rochel heeft kritiek op de kookkunsten van de kok Johan. Schollevaar laat hem als test een groot diner organiseren, maar Rochel drukt stiekem de wijn achterover.     |                                   |                   |                                           |
| 58  | Grappen en Rollen      | John van de Rest | Don Duyns                         | 15 oktober 1991   | gast-hoofdrol voor Hans Boskamp           |
| 58  | Grappen en Rollen      | Mario de Moll, een oude vriend van Rochel, komt in de gevangenis en allerlei zaken beginnen te verdwijnen. Uckels krijgt hier de schuld van.                          |                                   |                   |                                           |
| 59  | Duel zonder diepte     | Frans Boelen | Jurrie Kwant                      | 21 oktober 1991   | gast-hoofdrol voor Titus Tiel Groenestege |
| 59  | Duel zonder diepte     | Maarten Bijl, een jonge psycholoog, komt werken in de gevangenis. Schollevaar trekt veel met hem op, wat Rochel jaloers maakt. Dit leidt tot een duel tussen de twee. |                                   |                   |                                           |
| 60  | Kok in het nauw        | Frans Boelen | Paul Groot en Dag Neijzen         | 29 oktober 1991   |                                           |
| 60  | Kok in het nauw        | Kok Johan wordt door zijn medegevangenen beschuldigd van ontucht met zijn dochter.                                                                                    |                                   |                   |                                           |
| 61  | Lust en bedrog         | John van de Rest | Jurrie Kwant                      | 5 november 1991   | gast-hoofdrol voor Monique Smal           |
| 61  | Lust en bedrog         | Schollevaar stelt een vrouwelijke bewaarder aan en Miechels wordt verliefd op haar.                                                                                   |                                   |                   |                                           |
| 62  | Broers voor het leven  | Frans Boelen | Paul Groot en Dag Neijzen         | 12 november 1991  |                                           |
| 62  | Broers voor het leven  | Krukas weigert contact met zijn gehandicapte broer, die meer succes in het leven heeft als hij. Schollevaar wil een boek uitbrengen met brieven van gevangenen.       |                                   |                   |                                           |
| 63  | Rechten en oplichten   | Frans Boelen | Jurrie Kwant                      | 19 november 1991  | gast-hoofdrol voor Jan ten Hoopen         |
| 63  | Rechten en oplichten   | Nieuwe gevangene Ten Teije beschuldigt Miechels van mishandeling. |                                   |                   |                                           |
| 64  | Kijk- en luisterheld   | Frans Boelen | Jurrie Kwant                      | 26 november 1991  |                                           |
| 64  | Kijk- en luisterheld   | De bewaarders staken, omdat zij het niet eens zijn met de nieuwe beveiligingscamera's. Enkel Schollevaar en Hoenkamp zijn nog over om voor de gevangenen te zorgen.   |                                   |                   |                                           |